# Jaroslav Pospíšil (piragüista)
Jaroslav Pospíšil (1973) es un deportista checo que compitió en piragüismo en la modalidad de eslalon.
Ganó seis medallas en el Campeonato Mundial de Piragüismo en Eslalon entre los años 1995 y 2007, y seis medallas en el Campeonato Europeo de Piragüismo en Eslalon entre los años 1998 y 2009.

## Palmarés internacional
| Campeonato Mundial | Campeonato Mundial                   | Campeonato Mundial | Campeonato Mundial |
| Año                | Lugar                                | Medalla            | Competición        |
| ------------------ | ------------------------------------ | ------------------ | ------------------ |
| 1995               | Nottingham (Reino Unido)             | Medalla de oro     | C2 por equipos     |
| 1999               | Seo de Urgel (España)                | Medalla de oro     | C2 por equipos     |
| 2003               | Augsburgo (Alemania)                 | Medalla de oro     | C2 por equipos     |
| 2005               | Penrith (Australia)                  | Medalla de plata   | C2 por equipos     |
| 2006               | Praga (República Checa)              | Medalla de oro     | C2 por equipos     |
| 2007               | Foz do Iguaçu (Brasil)               | Medalla de oro     | C2 por equipos     |
| Campeonato Europeo |                                      |                    |                    |
| Año                | Lugar                                | Medalla            | Competición        |
| 1998               | Roudnice nad Labem (República Checa) | Medalla de oro     | C2 por equipos     |
| 2000               | Mezzana (Italia)                     | Medalla de bronce  | C2 por equipos     |
| 2004               | Skopie (Macedonia)                   | Medalla de oro     | C2 por equipos     |
| 2006               | L'Argentière-la-Bessée (Francia)     | Medalla de bronce  | C2 por equipos     |
| 2007               | Liptovský Mikuláš (Eslovaquia)       | Medalla de plata   | C2 por equipos     |
| 2009               | Nottingham (Reino Unido)             | Medalla de oro     | C2 por equipos     |